# Dryolimnas
Dryolimnas – rodzaj ptaków z rodziny chruścieli (Rallidae).

## Zasięg występowania
Rodzaj obejmuje jeden żyjący współcześnie gatunek występujący na Madagaskarze i należącym do Seszeli archipelagu Aldabra.

## Morfologia
Długość ciała 30–33 cm; masa ciała samic 138–258 g, samców 145–276 g (dotyczy tylko gatunku żyjącego).

## Systematyka

### Etymologia
Dryolimnas: gr. δρυς drus, δρυος druos „drzewo”; łac. limnas „wodnik”, od gr. λιμνας limnas „z bagien”, od λιμνη limnē „bagno”.

### Podział systematyczny
Do rodzaju należą następujące gatunki:
- Dryolimnas cuvieri (Pucheran, 1845) – chruścielowiec białogardły
- Dryolimnas chekei Hume, 2019 – chruścielowiec maurytyjski – takson wymarły
- Dryolimnas augusti Mourer-Chauviré, Bour, Ribes & Moutou, 1999 – chruścielowiec reunioński – takson wymarły